# Chinese Taipei Football Association
Die Chinese Taipei Football Association (CTFA) ist der im Jahr 1924 (laut FIFA 1936) gegründete Fußballdachverband der Republik China (Taiwan). Der Verband wurde 1954 als China National Football Association Mitglied der FIFA und Gründungsmitglied des Kontinentalverbandes AFC. Der Verband ist zudem seit 2002 Mitglied der East Asian Football Federation. Er änderte seinen Namen seitdem mehrmals, u. a. 1954 in Republic of China Football Council, 1973 in Republic of China Football Association und zuletzt 1981 in seiner Außendarstellung zu Chinese Taipei Football Association. Der offizielle chinesische Name lautet weiterhin Football Association of the Republic of China.
Von 1975 bis 1980 gehörte der Verband dem ozeanischen Fußballverband an.
Neben den Nationalmannschaften organisiert der Verband auch die nationalen Ligen, darunter die Taiwan Football Premier League.